# SC Rot-Weiß Oberhausen-Rhld. 1904 1985-1986
Questa voce raccoglie le informazioni riguardanti l'SC Rot-Weiß Oberhausen-Rhld. 1904 nelle competizioni ufficiali della stagione 1985-1986.

## Stagione
Nella stagione 1985-1986 il Rot Weiss Oberhausen, allenato da Friedel Elting e Slobodan Čendić, concluse il campionato di 2. Bundesliga al 11º posto. In Coppa di Germania il Rot Weiss Oberhausen fu eliminato al primo turno dal Borussia Neunkirchen.

## Rosa
| N. |                      | Ruolo | Calciatore          |
| -- | -------------------- | ----- | ------------------- |
|    | Germania (bandiera)  | P     | Klaus Herzer        |
|    | Germania (bandiera)  | P     | Wolfgang Kieselmann |
|    | Germania (bandiera)  | P     | Sven Timm           |
|    | Cile (bandiera)      | P     | Óscar Wirth         |
|    | Germania (bandiera)  | D     | Günter Abel         |
|    | Germania (bandiera)  | D     | Michael Brocker     |
|    | Germania (bandiera)  | D     | Norbert Dörmann     |
|    | Germania (bandiera)  | D     | Helmut Gorka        |
|    | Germania (bandiera)  | D     | Florian Gothe       |
|    | Germania (bandiera)  | D     | Paul Hahn           |
|    | Danimarca (bandiera) | D     | Lars Pedersen       |
|    | Germania (bandiera)  | D     | Ingo Pickenäcker    |

| N. |                     | Ruolo | Calciatore        |
| -- | ------------------- | ----- | ----------------- |
|    | Germania (bandiera) | D     | Gerd Wirtz        |
|    | Ghana (bandiera)    | C     | Anthony Baffoe    |
|    | Germania (bandiera) | C     | Stefan Dauber     |
|    | Germania (bandiera) | C     | Horst-Franz Degen |
|    | Germania (bandiera) | C     | Ralf Hörstgen     |
|    | Germania (bandiera) | C     | Dirk Juch         |
|    | Germania (bandiera) | C     | Detlef Krella     |
|    | Croazia (bandiera)  | C     | Mišo Krstičević   |
|    | Germania (bandiera) | C     | Theo Schneider    |
|    | Germania (bandiera) | A     | Rüdiger Abramczik |
|    | Germania (bandiera) | A     | Konrad Eickels    |
|    | Germania (bandiera) | A     | Dietmar Fritzsche |

## Organigramma societario
Area tecnica
- Allenatore: Slobodan Čendić
- Allenatore in seconda:
- Preparatore dei portieri:
- Preparatori atletici:

## Calciomercato

### Sessione estiva
| Acquisti | Acquisti          | Acquisti              | Acquisti |
| R.       | Nome              | da                    | Modalità |
| -------- | ----------------- | --------------------- | -------- |
| A        | Rüdiger Abramczik | Galatasaray           |          |
| C        | Anthony Baffoe    | Colonia               |          |
| A        | Dietmar Fritzsche | Homburg               |          |
| D        | Florian Gothe     | Bochum                |          |
| C        | Dirk Juch         | Schalke 04 (juniores) |          |
| D        | Ingo Pickenäcker  | Bochum                |          |
| P        | Óscar Wirth       | Universidad de Chile  |          |

| Cessioni | Cessioni            | Cessioni     | Cessioni |
| R.       | Nome                | a            | Modalità |
| -------- | ------------------- | ------------ | -------- |
| A        | Manfred Burgsmüller | Werder Brema |          |
| P        | Wolfgang Kleff      | Bochum       |          |

### Sessione invernale
| Acquisti | Acquisti        | Acquisti     | Acquisti |
| R.       | Nome            | da           | Modalità |
| -------- | --------------- | ------------ | -------- |
| C        | Mišo Krstičević | Velež Mostar |          |

| Cessioni | Cessioni | Cessioni | Cessioni |
| R.       | Nome     | a        | Modalità |
| -------- | -------- | -------- | -------- |

## Risultati

### 2. Bundesliga

#### Girone di andata
| Arbitro: | Bodmer |

|  |           |                 |
|  | Marcatori | 58’ Burgsmüller |

| Oberhausen 7 agosto 1985, ore 19:30 CEST 2ª giornata | RW Oberhausen | 0 – 0 referto | Friburgo | Niederrheinstadion (4 000 spett.)\| Arbitro: \| Föckler \| |
| Arbitro:                                             | Föckler       |               |          |                                                            |

| Arbitro: | Scheuerer |

|                             |           |                                     |
| Clute-Simon 48’ Fischer 72’ | Marcatori | 14’ Krella 38’ Schneider 87’ Dauber |

| Arbitro: | Gabor |

|                                        |           |               |
| Krella 19’ Dörmann 59’ Burgsmüller 84’ | Marcatori | 47’ Jurgeleit |

| Arbitro: | Gangkofer |

|                                            |           |  |
| Olaidotter 3’, 85’ Vollmer 68’ Kmiecik 89’ | Marcatori |  |

| Oberhausen 31 agosto 1985, ore 15:00 CEST 6ª giornata | RW Oberhausen | 0 – 0 referto | Alemannia Aquisgrana | Niederrheinstadion (6 000 spett.)\| Arbitro: \| Retzmann \| |
| Arbitro:                                              | Retzmann      |               |                      |                                                             |

| Arbitro: | Uhlig |

|                 |           |          |
| Burgsmüller 14’ | Marcatori | 45’ Worm |

| Arbitro: | Barnick |

|                     |           |                 |
| Beck 32’ Müller 39’ | Marcatori | 29’ Pickenäcker |

| Arbitro: | Strigel |

|  |           |                      |
|  | Marcatori | 26’ Ellguth 54’ Haas |

| Arbitro: | Kruse |

|                                  |           |  |
| Grabosch 43’ Orkas 61’ Kropp 70’ | Marcatori |  |

| Arbitro: | Kriegelstein |

|               |           |                                          |
| Schneider 38’ | Marcatori | 37’ Cestonaro 44’ Freudenstein 64’ Scott |

| Arbitro: | Matheis |

|                                 |           |                            |
| Maričić 16’ Fraßmann 88’ (rig.) | Marcatori | 42’ Burgsmüller 55’ Krella |

| Arbitro: | Probst |

|                            |           |                                         |
| Krella 35’ Pickenäcker 54’ | Marcatori | 48’ Mattern 50’ (aut.) Hahn 59’ Dinauer |

| Arbitro: | Mierswa |

|                                    |           |                            |
| Stockinger 21’ Eck 48’ Dittwar 55’ | Marcatori | 23’ Krella 81’ Burgsmüller |

| Arbitro: | Kasperowski |

|                                             |           |  |
| Abramczik 24’ Fritzsche 38’ Burgsmüller 65’ | Marcatori |  |

| Arbitro: | Reinstädtler |

|                          |           |                 |
| Tschiskale 55’ Drews 83’ | Marcatori | 40’ Burgsmüller |

| Arbitro: | Wahmann |

|                                                 |           |              |
| Krella 24’ (rig.), 84’ Schneider 41’ Baffoe 62’ | Marcatori | 83’ Labbadia |

| Arbitro: | Steinborn |

|            |           |           |
| Schmidt 2’ | Marcatori | 64’ Gothe |

| Arbitro: | Horeis |

|  |           |             |
|  | Marcatori | 47’ Heskamp |

#### Girone di ritorno
| Arbitro: | Retzmann |

|                |           |                     |
| Krstičević 71’ | Marcatori | 42’ (rig.) Tobollik |

| Arbitro: | Theobald |

|           |           |             |
| Weber 22’ | Marcatori | 88’ Dörmann |

| Arbitro: | Matheis |

|                            |           |           |
| Eickels 10’ Krstičević 59’ | Marcatori | 49’ Gajda |

| Arbitro: | Krug |

|                        |           |                    |
| Jurgeleit 55’ Reif 58’ | Marcatori | 37’, 87’ Schneider |

| Arbitro: | Kasperowski |

|                                            |           |                |
| Eickels 20’, 76’ Krstičević 58’ Dauber 85’ | Marcatori | 62’ Dannenberg |

| Arbitro: | Zimmermann |

|                                                   |           |                      |
| Brandts 28’ Montanes 47’ Gries 60’, 65’ Höfer 90’ | Marcatori | 39’ (rig.) Schneider |

| Arbitro: | Kriegelstein |

|               |           |  |
| Ellmerich 12’ | Marcatori |  |

| Arbitro: | Schäfer |

|                         |           |                            |
| Schneider 79’ Gorka 88’ | Marcatori | 55’ Dooley 73’ Ehrmantraut |

| Arbitro: | Gabor |

|             |           |                              |
| Wollitz 58’ | Marcatori | 72’ Krstičević 83’ Schneider |

| Arbitro: | Gangkofer |

|           |           |          |
| Gothe 88’ | Marcatori | 60’ Neun |

| Arbitro: | Ermer |

|            |           |            |
| Hecking 4’ | Marcatori | 76’ Krella |

| Arbitro: | Kasperowski |

|                                  |           |  |
| Abramczik 43’ Hahn 66’ Gorka 84’ | Marcatori |  |

| Arbitro: | Merk |

|                                |           |                              |
| Bunk 26’, 64’, 72’ Mattern 62’ | Marcatori | 76’ Abramczik 81’ Krstičević |

| Arbitro: | Diekert |

|                                                   |           |  |
| Baffoe 37’ Krella 58’ Schneider 61’, 80’ Abel 87’ | Marcatori |  |

| Arbitro: | Scheuerer |

|                        |           |                          |
| Schmidt 68’ Maurer 87’ | Marcatori | 18’ Abramczik 19’ Dauber |

| Arbitro: | Reinstädtler |

|                                 |           |                   |
| Pickenäcker 13’ (rig.) Hahn 50’ | Marcatori | 58’ (rig.) Tilner |

| Arbitro: | Kröger |

|              |           |  |
| Labbadia 49’ | Marcatori |  |

| Arbitro: | Kasperowski |

|                                      |           |                           |
| Schneider 61’ (rig.), 67’ Dauber 66’ | Marcatori | 7’, 37’ Schmidt 89’ Lazic |

| Arbitro: | Boos |

|           |           |                    |
| Holze 90’ | Marcatori | 11’, 51’ Abramczik |

### Coppa di Germania
| Arbitro: | Merk |

|                                 |           |                            |
| Ruffing 21’ Brill 87’ Schön 89’ | Marcatori | 8’ (rig.), 37’ Burgsmüller |

## Statistiche

### Statistiche di squadra
| Competizione      | Punti | In casa | In casa | In casa | In casa | In casa | In casa | In trasferta | In trasferta | In trasferta | In trasferta | In trasferta | In trasferta | Totale | Totale | Totale | Totale | Totale | Totale | DR |
| Competizione      | Punti | G       | V       | N       | P       | Gf      | Gs      | G            | V            | N            | P            | Gf           | Gs           | G      | V      | N      | P      | Gf     | Gs     | DR |
| ----------------- | ----- | ------- | ------- | ------- | ------- | ------- | ------- | ------------ | ------------ | ------------ | ------------ | ------------ | ------------ | ------ | ------ | ------ | ------ | ------ | ------ | -- |
| 2. Bundesliga     | 37    | 19      | 8       | 7       | 4       | 37      | 22      | 19           | 4            | 6            | 9            | 24           | 38           | 38     | 12     | 13     | 13     | 61     | 60     | +1 |
| Coppa di Germania | -     | 0       | 0       | 0       | 0       | 0       | 0       | 1            | 0            | 0            | 1            | 2            | 3            | 1      | 0      | 0      | 1      | 2      | 3      | -1 |
| Totale            | 37    | 19      | 8       | 7       | 4       | 37      | 22      | 20           | 4            | 6            | 10           | 26           | 41           | 39     | 12     | 13     | 14     | 63     | 63     | 0  |

### Andamento in campionato
| Giornata  | 1 | 2 | 3 | 4 | 5 | 6 | 7 | 8  | 9  | 10 | 11 | 12 | 13 | 14 | 15 | 16 | 17 | 18 | 19 | 20 | 21 | 22 | 23 | 24 | 25 | 26 | 27 | 28 | 29 | 30 | 31 | 32 | 33 | 34 | 35 | 36 | 37 | 38 |
| --------- | - | - | - | - | - | - | - | -- | -- | -- | -- | -- | -- | -- | -- | -- | -- | -- | -- | -- | -- | -- | -- | -- | -- | -- | -- | -- | -- | -- | -- | -- | -- | -- | -- | -- | -- | -- |
| Luogo     | T | C | T | C | T | C | C | T  | C  | T  | C  | T  | C  | T  | C  | T  | C  | T  | C  | C  | T  | C  | T  | C  | T  | T  | C  | T  | C  | T  | C  | T  | C  | T  | C  | T  | C  | T  |
| Risultato | V | N | V | V | P | N | N | P  | P  | P  | P  | N  | P  | P  | V  | P  | V  | N  | P  | N  | N  | V  | N  | V  | P  | P  | N  | V  | N  | N  | V  | P  | V  | N  | V  | P  | N  | V  |
| Posizione | 5 | 5 | 1 | 1 | 5 | 7 | 6 | 10 | 13 | 14 | 16 | 17 | 19 | 19 | 17 | 16 | 15 | 15 | 16 | 15 | 15 | 15 | 15 | 12 | 15 | 16 | 15 | 13 | 13 | 12 | 12 | 13 | 12 | 13 | 12 | 13 | 11 | 11 |

Legenda:

Luogo: C = Casa; T = Trasferta. Risultato: V = Vittoria; N = Pareggio; P = Sconfitta.

### Statistiche dei giocatori
| Giocatore      | 2. Bundesliga | 2. Bundesliga | 2. Bundesliga | 2. Bundesliga | Coppa di Germania | Coppa di Germania | Coppa di Germania | Coppa di Germania | Totale   | Totale | Totale      | Totale     |
| Giocatore      | Presenze      | Reti          | Ammonizioni   | Espulsioni    | Presenze          | Reti              | Ammonizioni       | Espulsioni        | Presenze | Reti   | Ammonizioni | Espulsioni |
| -------------- | ------------- | ------------- | ------------- | ------------- | ----------------- | ----------------- | ----------------- | ----------------- | -------- | ------ | ----------- | ---------- |
| G. Abel        | 15            | 1             | 3             | 0             | 0                 | 0                 | 0                 | 0                 | 15       | 1      | 3           | 0          |
| R. Abramczik   | 24            | 6             | 2             | 0             | 0                 | 0                 | 0                 | 0                 | 24       | 6      | 2           | 0          |
| A. Baffoe      | 33            | 2             | 6             | 0             | 1                 | 0                 | 0                 | 0                 | 34       | 2      | 6           | 0          |
| M. Brocker     | 10            | 0             | 1             | 0             | 0                 | 0                 | 0                 | 0                 | 10       | 0      | 1           | 0          |
| M. Burgsmüller | 15            | 7             | 1             | 0             | 1                 | 2                 | 1                 | 0                 | 16       | 9      | 2           | 0          |
| S. Dauber      | 26            | 4             | 0             | 0             | 1                 | 0                 | 0                 | 0                 | 27       | 4      | 0           | 0          |
| H. Degen       | 21            | 0             | 3             | 0             | 1                 | 0                 | 0                 | 0                 | 22       | 0      | 3           | 0          |
| N. Dörmann     | 22            | 2             | 6             | 1             | 1                 | 0                 | 0                 | 0                 | 23       | 2      | 6           | 1          |
| K. Eickels     | 34            | 3             | 10            | 0             | 1                 | 0                 | 0                 | 0                 | 35       | 3      | 10          | 0          |
| D. Fritzsche   | 13            | 1             | 0             | 0             | 0                 | 0                 | 0                 | 0                 | 13       | 1      | 0           | 0          |
| H. Gorka       | 27            | 2             | 3             | 0             | 0                 | 0                 | 0                 | 0                 | 27       | 2      | 3           | 0          |
| F. Gothe       | 26            | 2             | 1             | 1             | 1                 | 0                 | 0                 | 0                 | 27       | 2      | 1           | 1          |
| P. Hahn        | 37            | 2             | 3             | 0             | 1                 | 0                 | 0                 | 0                 | 38       | 2      | 3           | 0          |
| K. Herzer      | 11            | 0             | 0             | 0             | 0                 | 0                 | 0                 | 0                 | 11       | 0      | 0           | 0          |
| R. Hörstgen    | 0             | 0             | 0             | 0             | 0                 | 0                 | 0                 | 0                 | 0        | 0      | 0           | 0          |
| D. Juch        | 7             | 0             | 1             | 0             | 0                 | 0                 | 0                 | 0                 | 7        | 0      | 1           | 0          |
| W. Kieselmann  | 13            | 0             | 0             | 0             | 1                 | 0                 | 0                 | 0                 | 14       | 0      | 0           | 0          |
| D. Krella      | 37            | 9             | 3             | 0             | 1                 | 0                 | 0                 | 0                 | 38       | 9      | 3           | 0          |
| M. Krstičević  | 20            | 5             | 3             | 0             | 0                 | 0                 | 0                 | 0                 | 20       | 5      | 3           | 0          |
| L. Pedersen    | 4             | 0             | 0             | 0             | 0                 | 0                 | 0                 | 0                 | 4        | 0      | 0           | 0          |
| I. Pickenäcker | 35            | 3             | 6             | 0             | 1                 | 0                 | 1                 | 0                 | 36       | 3      | 7           | 0          |
| T. Schneider   | 35            | 12            | 2             | 0             | 1                 | 0                 | 0                 | 0                 | 36       | 12     | 2           | 0          |
| S. Timm        | 1             | 0             | 0             | 0             | 0                 | 0                 | 0                 | 0                 | 1        | 0      | 0           | 0          |
| Ó. Wirth       | 13            | 0             | 0             | 0             | 0                 | 0                 | 0                 | 0                 | 13       | 0      | 0           | 0          |
| G. Wirtz       | 2             | 0             | 0             | 0             | 0                 | 0                 | 0                 | 0                 | 2        | 0      | 0           | 0          |